# Aspelt
Aspelt är en ort i Luxemburg.   Den ligger i distriktet Luxemburg, i den södra delen av landet, 12 kilometer sydost om huvudstaden Luxemburg. Aspelt ligger 242 meter över havet och antalet invånare är 1 013.
Terrängen runt Aspelt är huvudsakligen platt, men åt nordost är den kuperad.  Runt Aspelt är det ganska tätbefolkat, med 93 invånare per kvadratkilometer.. Närmaste större samhälle är Luxemburg, 12,0 kilometer nordväst om Aspelt. 
Trakten runt Aspelt består till största delen av jordbruksmark.